# Энергетика Танзании
Энергетика Танзании — энергетический комплекс объединённой республики Танзания. Несмотря на то, что страна обладает разнообразными энергоресурсами, около 92 % энергосистемы связано с использованием древесины в качестве дров. Другими важными элементами системы является гидроэнергетика (2 %) и топливная энергетика, в частности нефтепродукты (7 %). Среди практически не используемых энергетических ресурсов страны находятся природный газ и уголь, солнечная, геотермальная и ветровая энергии.
Танзания испытывает нехватку электроэнергии, которая сильно зависит от системы гидроэлектростанций. Из-за проблем с засухой в стране работа ГЭС неустойчива и ненадёжна.
Энергетическая политика страны проводится министерством энергии и минералов (Ministry of Energy and Minerals) правительства Танзании. Основными компаниями являются TANESCO, ZECO.

## Электроэнергетика

### История
Первое общедоступное электричество появилось в Танзании в Дар-эс-Саламе во время немецкой колонизации в 1908 году. Электричество шло на работы по строительству железной дороги и городские кварталы для колонизаторов. В 1920 году, после того как территория отошла Великобритании, был сформирован правительственный департамент по электричеству, основной задачей которого было управление энергетическими ресурсами, оставленными немцами.
В 1931 году правительство передало электроэнергетику в частный сектор компаниям Tanganyika Electric Supply Company Ltd (TANESCO) и Dar es Salaam and District Electric Supply Company Ltd (DARESCO). После объявления независимости страны в 1961 году правительство стало выкупать акции частных компаний, и к 1975 году энергетический сектор перешёл к государству.
12 февраля 1948 года правительства Танзании и Кении и компания TANESCO подписали экспортное соглашение, действующее до 1965 года.

### Текущее состояние
В настоящее время электричество получает около 10 % жителей страны. Основными получателями электричества являются жители городов, в частности 50 % уходит в Дар-Эс-Салаам.
Общая мощность системы составляет 773 мегаватта, из которых 71 % приходится на гидроэнергетику. На территории страны расположено шесть гидроэлектростанций. Самый крупный гидроэнергетический комплекс в стране включает станции Мтера и Кидату и расположен на реке Большая Руаха.
Установочная мощность шести дизельных электростанций, связанных с электрической системой страны составляет 80 МВт, однако в связи с рядом технических проблем рабочая мощность — 35 МВт. Во многих регионах, в частности Кигома, Мтвара, Линди, Ньомбе, Мафия, Мпанда, Тундуру, Сонгеа, Ливале, Иквирири, Масаси и Килва-Масоко, действуют автономные дизельные электростанции общей мощностью 15 МВт (при установочной мощности 31 МВт).
Термальная энергетика включает в себя две электростанции, одна из которых, Тегета, принадлежит частной энергетической компании Independent Power Tanzania Limited (IPTL). Её мощность составляет 100 МВт. Вторая термальная электростанция, Убунго, принадлежит компании TANESCO. До 2004 года станция управлялась компанией Songas. Мощность станции составляет 112 МВт. Ряд мощностей, которые вырабатывают около 30 МВт энергии, находятся в изолированном районе и не входят в основную электрическую сеть.

### Электростанции
В настоящее время в Танзании действует шесть гидроэлектростанций, столько же дизельных электростанций, две газотурбинные и одна термальная:
| Название электростанции | Оператор | Тип           | Область | Мощность | Дата ввода и последней реконструкции |
| ----------------------- | -------- | ------------- | ------- | -------- | ------------------------------------ |
| Дар-Эс-Салаам           |          | дизельная     |         |          |                                      |
| Додома                  |          | дизельная     |         |          |                                      |
| Хале                    |          | гидро         |         | 21       |                                      |
| Кидату                  |          | гидро         |         | 204      |                                      |
| Лоуэр-Киханси           |          | гидро         |         | 180      |                                      |
| Мбея                    |          | дизельная     |         |          |                                      |
| Мтера                   |          | гидро         |         | 80       |                                      |
| Мусома                  |          | дизельная     |         |          |                                      |
| Мванза                  |          | дизельная     |         |          |                                      |
| Пангани-Фоллс           |          | гидро         |         | 68       |                                      |
| Сонго-Сонго             |          | газотурбинная |         | 100      |                                      |
| Ньюмба-я-Мунгу          |          | гидро         |         | 8        |                                      |
| Табора                  |          | дизельная     |         |          |                                      |
| Убунго                  |          | газотурбинная |         | 112      |                                      |
| Вазо-Хилл               |          | термальная    |         |          |                                      |

### Электросети
Электросети материковой Танзании управляются компаниями Mtwara Transmission and Distribution Company Ltd и TANESCO. Основные электрические линии:
- линия 200 кВ протяжённостью 2986 км;
- линия 132 кВ протяжённостью 1971 км;
- линия 66 кВ протяжённостью 554 км.

Первая электросеть была построена при поддержке правительства Канады в 1975 году и соединила Кидату и Дар-ес-Салаам. В том же году была построена линия между ГЭС в Хейле и подстанцией в Моши. В 1983 году станция Кидату была соединена с западными регионами Иринга и целлюлозно-бумажным комбинатом в Муфинди.

## Топливная энергетика
Топливный энергетический сектор является важным звеном в экономике Танзании, так как приносит 55 % иностранных поступлений страны. Между тем, разведка и добыча нефти ведётся на площади 222 000 км². В настоящее время запасы природного газа оцениваются в 2 триллиона футов³.
В Танзании ведётся разработка двух нефтяных месторождений: Мнази-Бей в заливе Мнази и Сонго-Сонго на южном побережье страны, кроме того действует нефтеперерабатывающий завод Тайпер. Наряду с местными нефтегазовыми компаниями в стране развёрнуты отделения таких крупных отраслевых компаний как BP, Agip, Shell, AES.
Добыча нефти и газа регулируется актом о нефти 1980 года (Petroleum (Exploration and Production) Act 1980) и актом о национальных инвестициях 1990 года (National Investment (Promotion and Protection) Act 1990).

## Энергетика возобновляемых источников
С начала 2008 года Tanzania’s Energy Development and Access Expansion Project (TEDAP) при поддержке Rural Energy Agency ведёт работы по развитию малых проектов использования возобновляемых источников энергии. Первоначальные ожидания проекта составляли 17 мегаватт энергии, вместе с тем, к апрелю 2010 года было предложено около 80 потенциальных проектов, 22 из которых, общей мощностью 78 мегаватт, получили одобрение спонсоров.
В Танзании существует проблема долгосрочного и среднесрочного финансирования малых проектов, в том числе в области энергетики, так как возможности финансового сектора страны ограничены. Эти проблемы усугубил мировой финансовый кризис. Вместе с тем, Танзания анонсировала планы по работе над двумя проектами в области Сингида, расположенной в центре страны. По оценкам правительства реализация проектов может привести к созданию дополнительных мощностей объёмом 100 мегаватт, что составляет более 10 % от текущих энергетических показателей.